# Bundesautobahn 650
Bundesautobahn 650 (em português: Auto-estrada Federal 650) ou A 650, é uma auto-estrada na Alemanha.
A Bundesautobahn 650 tem 12 km de comprimento.

## Estados
Estados percorridos por esta auto-estrada: